# Francia uralkodók házastársainak listája
Ez a lista Franciaország uralkodóinak házastársait tartalmazza.
| Portré                      | Királyné                                | Felmenő                                                           | Házasság                                              | Királynévá válásKoronázás | Királynéi ciklus vége | Halál                                     | Házastárs      | Forr.  |
| --------------------------- | --------------------------------------- | ----------------------------------------------------------------- | ----------------------------------------------------- | --- | --- | ----------------------------------------- | -------------- | ------ |
|                             | Burgundi Johanna királyné               | II. Róbert burgundi herceg (Burgundiaiak)                         | 1313 júliusa házasságkötése                           | 1328. április 1. királynévá válásamájus 29. koronázása                                                                                    | 1348. szeptember 12. (56 éves kora körül)                                                                                                 | 1348. szeptember 12. (56 éves kora körül) | VI. Fülöp      | [ 1 ]  |
|                             | Navarrai Blanka királyné                | III. Fülöp navarrai király (Évreuxiak)                            | 1350. január 29. házasságkötése királynévá válása     | 1350. január 29. házasságkötése királynévá válása                                                                                         | 1350. augusztus 22. (66 éves kora körül)                                                                                                  | 1350. augusztus 22. (66 éves kora körül)  | VI. Fülöp      | [ 2 ]  |
| Auvergne-i Johanna királyné | Auvergne-i Johanna királyné             | XII. Vilmos, Auvergne grófja (Auvergne-iek)                       | 1350. február 9. házasságkötése                       | 1350. augusztus 22. királynévá válásaszeptember 26. koronázása                                                                            | 1360. szeptember 29. (34 évesen) | 1360. szeptember 29. (34 évesen)          | II. János      | [ 3 ]  |
|                             | Bourbon Johanna királyné                | I. Péter, Bourbon hercege (Bourbonok)                             | 1350. április 8. házasságkötése                       | 1364. április 8. királynévá válásajúnius 1. koronázása                                                                                    | 1378. február 6. (40 évesen) | 1378. február 6. (40 évesen)              | V. Károly      | [ 4 ]  |
|                             | Bajor Izabella királyné                 | III. István bajor herceg (Wittelsbachok)                          | 1385. július 27. házasságkötése, királynévá válása    | 1389. augusztus 23. koronázása | 1422. október 21. hitvese halála | 1435 októbere (65 éves kora körül)        | VI. Károly     | [ 5 ]  |
|                             | Anjou Mária királyné                    | II. Lajos, Anjou hercege (Capeting–Anjouk)                        | 1422. április 22. házasságkötése, királynévá válása   | 1422. április 22. házasságkötése, királynévá válása                                                                                       | 1461. július 22. hitvese halála | 1463. november 29. (59 évesen)            | XI. Lajos      | [ 6 ]  |
|                             | Savoyai Sarolta királyné                | I. Lajos, Savoya hercege (Savoyaiak)                              | 1451. február 2. házasságkötése                       | 1461. július 22. férje trónra lépte, királynévá válása                                                                                    | 1483. augusztus 30. (42 évesen) | 1483. augusztus 30. (42 évesen)           | XI. Lajos      | [ 7 ]  |
|                             | Bretagne-i Anna királyné                | II. Ferenc, Bretagne hercege (Dreux–Montfortiak)                  | 1491. december 6. házasságkötése, királynévá válása   | 1492. február 8. koronázása | 1498. április 7. hitvese halála | 1514. január 9. (36 évesen)               | VIII. Károly   | [ 8 ]  |
|                             | Franciaországi Szent Johanna királyné   | XI. Lajos francia király (Valois)                                 | 1476. szeptember 8. házasságkötése                    | 1498. április 7. férje trónra lépte, királynévá válása                                                                                    | 1498. december 17. válása férjétől | 1505. február 4. (40 évesen)              | XII. Lajos     | [ 9 ]  |
|                             | Bretagne-i Anna királyné                | II. Ferenc, Bretagne hercege (Dreux–Montfortiak)                  | 1499. január 9. házasságkötése, királynévá válása     | 1502. november 18. koronázása | 1514. január 9. (36 évesen) | 1514. január 9. (36 évesen)               | XII. Lajos     | [ 8 ]  |
|                             | Tudor Mária királyné                    | VII. Henrik angol király (Tudorok)                                | 1514. október 9. házasságkötése, királynévá válása    | 1514. november 17. koronázása | 1515. január 1. hitvese halála | 1533. június 25. (37 évesen)              | XII. Lajos     | [ 10 ] |
|                             | Franciaországi Klaudia királyné         | XII. Lajos francia király (Valois–Orléans)                        | 1514. május 18. házasságkötése                        | 1515. január 1. férje trónra lépte, királynévá válása1517. május 10. koronázása                                                           | 1524. július 20. (24 évesen) | 1524. július 20. (24 évesen)              | I. Ferenc      | [ 11 ] |
|                             | Ausztriai Eleonóra királyné             | I. Fülöp kasztíliai király (Habsburgok)                           | 1530. július 4. házasságkötése, királynévá válása     | 1532. március 5. koronázása | 1547. március 31. hitvese halála | 1558. február 25. (59 évesen)             | I. Ferenc      | [ 12 ] |
|                             | Medici Katalin királyné                 | Lorenzo di Piero de’ Medici, Urbino hercege (Mediciek)            | 1533. október 28. házasságkötése                      | 1547. március 31. férje trónra lépte, királynévá válása1549. június 10. koronázása                                                        | 1559. július 10. hitvese halála | 1589. január 5. (69 évesen)               | II. Henrik     | [ 13 ] |
|                             | Stuart Mária királyné                   | V. Jakab skót király (Stuartok)                                   | 1558. április 24. házasságkötése                      | 1559. július 10. férje trónra lépte, királynévá válása                                                                                    | 1560. december 5. hitvese halála | 1587. február 8. (44 évesen)              | II. Ferenc     | [ 14 ] |
|                             | Ausztriai Erzsébet királyné             | II. Miksa német-római császár, magyar király (Habsburgok)         | 1570. november 26. házasságkötése, királynévá válása  | 1571. március 25. koronázása | 1574. május 30. hitvese halála | 1592. január 22. (37 évesen)              | IX. Károly     | [ 15 ] |
|                             | Lotaringiai Lujza királyné              | Miklós, Mercœur hercege (Lotaringiaiak)                           | 1575. február 15. házasságkötése, királynévá válása   | 1575. február 15. házasságkötése, királynévá válása                                                                                       | 1589. augusztus 2. hitvese halála | 1601. január 29. (47 évesen)              | III. Henrik    | [ 16 ] |
|                             | Franciaországi Margó királyné           | II. Henrik francia király (Valois–Angoulême)                      | 1572. augusztus 17. házasságkötése                    | 1589. augusztus 2. férje trónra lépte, királynévá válása                                                                                  | 1599. december 17. válása férjétől | 1615. március 27. (61 évesen)             | IV. Henrik     | [ 17 ] |
|                             | Medici Mária királyné                   | I. Francesco, Toszkána nagyhercege (Mediciek)                     | 1600. október 5. házasságkötése, királynévá válása    | 1610. május 13. koronázása | 1610. május 14. hitvese halála | 1642. július 3. (67 évesen)               | IV. Henrik     | [ 18 ] |
|                             | Ausztriai Anna királyné                 | III. Fülöp spanyol király (Habsburgok)                            | 1615. november 21. házasságkötése, királynévá válása  | 1615. november 21. házasságkötése, királynévá válása                                                                                      | 1643. május 14. hitvese halála | 1666. január 20. (64 évesen)              | XIII. Lajos    | [ 19 ] |
|                             | Ausztriai Mária Terézia királyné        | IV. Fülöp spanyol király (Habsburgok)                             | 1660. június 9. házasságkötése, királynévá válása     | 1660. június 9. házasságkötése, királynévá válása                                                                                         | 1683. július 30. (44 évesen) | 1683. július 30. (44 évesen)              | XIV. Lajos     | [ 20 ] |
|                             | Françoise d’Aubigné Madame de Maintenon | Constant d’Aubigné                                                | 1683. október 9. házasságkötése                       | A király szeretőjéből lett annak második hitvese, akit egy titkos esküvő keretein belül vett el. Nem vált belőle ténylegesen is királyné. | A király szeretőjéből lett annak második hitvese, akit egy titkos esküvő keretein belül vett el. Nem vált belőle ténylegesen is királyné. | 1719. április 15. (83 évesen)             | XIV. Lajos     | [ 21 ] |
|                             | Leszczyńska Mária királyné              | I. Szaniszló lengyel király (Leszczyńskik)                        | 1725. augusztus 15. házasságkötése, királynévá válása | 1725. augusztus 15. házasságkötése, királynévá válása                                                                                     | 1768. június 24. (65 évesen) | 1768. június 24. (65 évesen)              | XV. Lajos      | [ 22 ] |
|                             | Ausztriai Mária Antónia királyné        | Mária Terézia magyar királynő (Habsburg–Lotaringiaiak)            | 1770. május 16. házasságkötése                        | 1774. május 10. férje trónra lépte, királynévá válása                                                                                     | 1792. szeptember 21. férje lemondása | 1793. október 16. (37 évesen)             | XVI. Lajos     | [ 23 ] |
|                             | Joséphine de Beauharnais császárné      | Joseph Gaspard de Tascher de La Pagerie                           | 1796. március 9. házasságkötése                       | 1804. május 18. férje trónra lépte, császárné leszdecember 2. koronázása                                                                  | 1810. január 10. válása férjétől | 1814. május 29. (50 évesen)               | I. Napóleon    | [ 24 ] |
|                             | Ausztriai Mária Lujza császárné         | I. Ferenc osztrák császár (Habsburg–Lotaringiaiak)                | 1810. április 1. házasságkötése, császárnévá válása   | 1810. április 1. házasságkötése, császárnévá válása                                                                                       | 1814. április 6. férje lemondása | 1847. december 17. (56 évesen)            | I. Napóleon    | [ 25 ] |
|                             | Franciaországi Mária Terézia királyné   | XVI. Lajos francia király (Bourbonok)                             | 1799. június 10. házasságkötése                       | 1830. augusztus 2. férje trónra lépte, királynévá válása kb. 20 perc erejéig                                                              | 1830. augusztus 2. férje trónra lépte, királynévá válása kb. 20 perc erejéig                                                              | 1851. október 19. (72 évesen)             | XIX. Lajos     | [ 26 ] |
|                             | Szicíliai Mária Amália királyné         | I. Ferdinánd nápoly–szicíliai kettős király (Bourbon–Szicíliaiak) | 1809. november 25. házasságkötése                     | 1830. augusztus 9. férje trónra lépte, királynévá válása                                                                                  | 1848. február 24. férje lemondása | 1866. március 24. (83 évesen)             | I. Lajos Fülöp | [ 27 ] |
|                             | Eugénie de Montijo császárné            | Cipriano de Palafox y Portocarrero, Montijo 8. grófja             | 1853. január 30. házasságkötése, császárnévá válása   | 1853. január 30. házasságkötése, császárnévá válása                                                                                       | 1870. szeptember 4. férje lemondása | 1920. július 11. (94 évesen)              | III. Napóleon  | [ 28 ] |

### További személyek
A lenti táblázatban azon személyek kerülnek felsorolásra, akikből ugyan nem lett Franciaország királynéja, ám hitvesükből lett a későbbi uralkodó.
| Portré | Királyné                                  | Felmenő                                             | Házasság                          | Megjegyzés | Halál                            | Házastárs    | Forr.  |
| ------ | ----------------------------------------- | --------------------------------------------------- | --------------------------------- | --- | -------------------------------- | ------------ | ------ |
|        | Luxemburgi Bona trónörökösné              | János cseh király (Luxemburgiak)                    | 1332. augusztus 6. házasságkötése | Mivel hitvese trónra lépte előtt elhunyt, így csak trónörökösné volt. Férje mellett a „Normandia hercegnéje” titulust viselte.                              | 1349. szeptember 11. (34 évesen) | II. János    | [ 29 ] |
|        | Savoyai Mária Jozefina, Provance grófnéja | III. Viktor Amadé szárd–piemonti király (Savoyaiak) | 1771. május 14. házasságkötése    | Mivel még hitvese trónra kerülését megelőzően elhunyt, így nem lett belőle francia királyné. Titulusa alapján „Provance grófnéja” volt.                     | 1810. november 13. (57 évesen)   | XVIII. Lajos | [ 30 ] |
|        | Savoyai Mária Terézia, Artois grófnéja    | III. Viktor Amadé szárd–piemonti király (Savoyaiak) | 1773. november 16. házasságkötése | Nővéréhez hasonlóan még férje megkoronázása előtt hunyt el, így belőle sem vált az ország királynéja. Az „Artois grófnéja” címet viselte.                   | 1805. június 2. (49 évesen)      | X. Károly    | [ 31 ] |
|        | Modenai Mária Terézia, Chambord grófnéja  | IV. Ferenc modenai herceg (Habsburg–Esteiek)        | 1846. november 7. házasságkötése  | Férjét sosem koronázták királlyá, így Mária Teréziából nem lett királyné, csak a legitimisták ismerték el annak. Titulusa alapján „Chambord grófnéja” volt. | 1886. március 25. (68 évesen)    | V. Henrik    | [ 32 ] |